# صلاح دفع الله
صلاح دفع الله، لاعب كرة قدم قطري سابق، وهو من أصل سوداني.
وقد كان يلعب مع نادي العربي القطري.

## كأس الخليج 1974
و قد سجل هدف في مرمى منتخب عمان لكرة القدم.
لعب قبل أن ياتي إلى الدوحة لنادي الهلال السوداني.
يعتبر من جيل الرواد في الكره القطريه.
منحه الشيخ سحيم الجواز القطري لللحاق بدوره الخليج الثالثة.
عمل مدربا لنادي العربي ثم نادي التضامن